# Iuri Bakarinov
Iuri Bakarinov   (Moscou, 8 de maig de 1938) és un atleta rus, ja retirat, especialista en el llançament de martell, que va competir sota bandera de la Unió Soviètica durant les dècades de 1950 i 1960.
El 1964 va prendre part en els Jocs Olímpics d'Estiu de Tòquio, on fou cinquè en la prova del llançament de martell del programa d'atletisme.
En el seu palmarès destaca una medalla de bronze al Campionat d'Europa d'atletisme de 1962, rere Gyula Zsivótzky i Aleksey Baltovskiy, una medalla de bronze a les Universíades de 1965 i el campionat soviètic de 1964.
Una vegada retirat va exercir d'entrenador.

## Millors marques
- Llançament de martell. 69,55 metres (1964)[6]